# 張釗漢
張釗漢（1958年- ）是台灣的中醫師，「原始點醫學」的創始者，設立財團法人張釗漢原始點醫療基金會發揚原始點醫學的理念。

## 生平
1958年張釗漢出生於台北市，中學時期就讀三重光榮國中，國中畢業後報考軍校空軍機械學校常士班、後畢業於成功大學。1987年中醫師特考及格，取得中華民國中醫師執照，至2006年共執業中醫20餘年。
2001年，因其妻患了乳腺癌，半年內開了三次刀，張釗漢開始尋遍中西醫的各種療法，但仍無法抑制癌腫瘤快速蔓延。於是他認為「任何一處病痛，都有一處固定的起源點」，從數以萬計的病例中實踐與歸納出「原始點療法」。2004年其妻病逝，張釗漢便決定發揚原始點療法以幫助天下更多受病痛折磨的患者，便關閉了中醫診所，全力投入推廣原始點。隨後他將原始點療法編寫成《原始點療法》手冊，及拍攝成教學光碟免費流通。2007年開始於國內各縣市中醫師公會及各種民間團體演講原始點療法。2008年創立財團法人張釗漢疼痛醫療基金會，親任董事長。2009年起每年應邀至美加地區巡迴演講原始點療法，前後歷時五年。
2011年因其原始點療法的理論逐漸成形，而改稱「原始點醫學」。自同年起開始於中國大陸地區傳授原始點醫學。2013年其基金會更名為財團法人張釗漢原始點醫療基金會。
2014年張釗漢遭到以往的學生李琳激烈的反對，其批評者特別指控原始點醫學「否定了中西醫」。
2016年9月，張釗漢於美國成立「美國張釗漢原始點基金會」，親任董事長，並任命八位北美州志工為董事。
《原始點療法》手冊，第16版2020年

## 醫學理念
「原始點醫學」是張釗漢自称多年來經過多次臨床實驗而歸納出的，是安全有效、簡易環保、非藥物、非侵入性等特色的無根据自然醫學，說明「癌细胞和病毒都不是病因只是緣，人類之所以会有疾病是因为自身有“體傷”以及“内外熱源不足”。于是，按推原始痛點解决“體傷”，温敷和薑湯補充“内外热源”，则“无病不可醫”。」。人體疼痛大多來自大開關脊椎兩邊範圍和七處原始點，患者不應打寒針吃寒藥。其具體處理方法是在生活中透過按推原始痛點、補充內外熱源，並配合適當運動、充分休息與良好的心態，以改善體傷及熱能不足，幫助身體恢複正常運作，達到自我康復、解除症狀的目的。揉疼痛處對應原始點即可解決病痛，包括內科疾病、中風、癌症、心臟病、皆可治癒。由於原始點醫學經濟實惠，因此受到兩岸不少的患者歡迎，獲得成效。
基金會並非醫院、診所，將原始點
教導民眾後，醫療，保健的自主權仍由當事者抉擇應用。
「原始點醫學」的理念至今未被台灣主流醫學界承認。張釗漢對此表示「因為他的方法賺不到錢，台灣同行們因此不願推廣」。

## 榮譽
- 2011年在第四屆國際藥王孫思邈醫藥論壇獲頒大藥王貢獻獎[5]。

## 外部連結
- 財團法人張釗漢原始點醫療基金會官方網站 （页面存档备份，存于）
- 財團法人張釗漢原始點醫療基金會的官方Facebook專頁
- 《原始點健康手冊 （页面存档备份，存于）》2017年12月第四版